# Millî Gazete
Millî Gazete (auch Milli Gazete) (Nationale Zeitung) ist eine international vertriebene türkische Tageszeitung mit Redaktionssitz Istanbul.

## Geschichte
Der erste Chefredakteur war Oğuzhan Asiltürk, damals Abgeordneter der Nationalen Heilspartei (MSP) von Necmettin Erbakan, dem Gründer und Anführer der islamistischen Millî-Görüş-Bewegung. Formal nie im Besitz der jeweiligen Partei, überstand Millî Gazete das Verbot der MSP im Jahr 1980 wie das Verbot ihrer Nachfolger, der Wohlfahrtspartei 1998 und der Tugendpartei 2001. Als sich danach die Erneuerer-Fraktion um Recep Tayyip Erdoğan und Abdullah Gül von der Millî-Görüş-Bewegung abspaltete und die Partei für Gerechtigkeit und Aufschwung (AKP) gründete, blieb die Zeitung unter Kontrolle der Traditionalisten, die sich danach in der Partei der Glückseligkeit (SP) sammelten. Der steht Millî Gazete bis heute nahe.

## Deutschland-Ausgabe
Die Redaktion für die deutsche Ausgabe (in türkischer Sprache, Auflage ca. 3.000) befindet sich in Mörfelden-Walldorf bei Darmstadt. Die Zeitung berichtet ausführlich über das Vereinsleben der Millî Görüş und ist somit Teil der Milli-Görüş-Bewegung. Ein ehemaliger Vorsitzender der IGMG, Osman Yumakoğulları, wurde später Geschäftsführer der Milli Gazete. Der Vorsitzende der IGMG bis 2003, Mehmet Sabri Erbakan, ist ein Neffe des ehemaligen türkischen Ministerpräsidenten Necmettin Erbakan. Allerdings hat sich die IGMG nie zwischen der SP und der AKP entschieden; so wurde der IGMG-Generalsekretär Mustafa Yeneroğlu bei der Parlamentswahl im Jahr 2015 für die AKP ins türkische Parlament gewählt.

## Politische Ausrichtung
Die Zeitung ist wiederholt durch antiwestliche, antisemitische und demokratiefeindliche Äußerungen aufgefallen. Die deutsche Ausgabe wird deshalb vom Verfassungsschutz beobachtet. Zitate:

„Der Europäer ist ein Atheist und Götzenanbeter, ein Wucherer, Kapitalist, Sozialist, Zionist, Kommunist und Imperialist, ständig brünstig und besoffen, ehebrecherisch und materialistisch. Er hat sich dem Teufel verschrieben.“

Die Einstellung der Zeitung zur Scharia, zum Dschihad, zu Amerika und zum Iran wird anhand folgender Zitate deutlich:

„Es ist unlogisch, widersprüchlich und unsinnig, wenn ein Mensch behauptet, er sei zwar Muslim, aber gegen die Scharia. […] Die Scharia ist ein heiliger Begriff. Islam und Scharia sind gleichbedeutend.“

Die Milli Gazete lobt am 28. März 2006 die „mutige Außenpolitik“ des Iran:

„Gottes Befehl macht es erforderlich, dass die gesamte islamische Welt sich diese Politik zu eigen macht. Dies ist ein göttlicher Aufruf unseres Herrn an alle muslimischen Führer, die an Gott und Koran glauben. Es ist der Aufruf, die Feinde der Religion abzuschrecken und davon abzuhalten, die Muslime anzugreifen und ihre Heimat zu besetzen. […] Sind die Angreifer Ungläubige und die Angegriffene Muslime ist der Dschihad religiöse Pflicht für alle Muslime.“

In demselben Artikel werden die USA als „blutrünstig“, „Blut trinkend“, „Blut spuckend“, „terroristisch“, „ungläubig“ und „mörderisch“ charakterisiert. Die USA hätten zuerst Afghanistan und Irak erledigt, wendeten sich nun Iran und Syrien zu und wollten sich anschließend „als letzten Bissen“ die Türkei einverleiben. So werde die gesamte Welt zu einer Kolonie der Terrorstaaten USA und Israel.
Auch die Todesstrafe für den Abfall vom Islam wird von Autoren der Zeitung befürwortet. Ein bekannter Kolumnist der Zeitung ist Mehmet Şevket Eygi.
Die Milli Gazete hält die Freimaurer und die Templer für die „Organisatoren des Bösen auf der Erde“.

### Antisemitismus
Beispiele für Antisemitismus

„Es ist nichts als Theater wenn sie als unschuldige Opfer, die nur Geld verdienten und die schuldlos in Hitlers Öfen verbrannt wurden, dargestellt werden. Sie wurden unterdrückt und haben gelitten. Das ist richtig. Aber wenn man sich mit den Gründen dafür beschäftigt, ist es keinesfalls übertrieben, zu sagen, dass sie noch zu wenig gelitten haben.“

„In unserem Land gibt es zwei Sorten Menschen. Auf der sichtbaren Seite sehen sie aus wie Muslime und Türken. Auf der Rückseite der Medaille sind es Juden. Sie bringen ihre eigenen inkompetenten Personen in die wichtigsten Ämter und Stellen und vergreifen sich an den Einkünften der Türkei … Verdammt seien sie.“

„Wir sind dazu verpflichtet, sie (die Kinder) die Religion Gottes zu lehren. Dutzende von perversen Institutionen, allen voran Juden- und Christenkomitees, lauern nur auf eine günstige Gelegenheit, um uns unsere Kinder abspenstig zu machen. Werfen wir unsere Kinder jenen verwirrten Ungeheuern nicht zum Fraß vor!“

Am 22. August 2006 erklärte die Milli Gazete unter der Überschrift „Hat Hitler die Juden verbrannt?“, die Zahl von sechs Millionen Juden sei eine Lüge. Ferner zweifelte sie die Existenz von Gaskammern an und erklärte: „Es wurde kein Befehl zur Vernichtung der Juden erteilt.“
In der Millî Gazete vom 5./6. August 2006 wird behauptet, dass Juden resp. Zionisten letztendlich für den Großteil der internationalen Konflikte verantwortlich seien. Dies gelte in historischer Perspektive etwa für den Ausbruch des Ersten und Zweiten Weltkriegs sowie für die Zerschlagung des Osmanischen Reiches durch die damaligen Großmächte Großbritannien und Frankreich.

„Warum und von wem wurde der Erste Weltkrieg angezettelt? Von den zionistischen Juden. Warum wurde der Erste Weltkrieg angezettelt? Damit das größte Hindernis für Israel, das Osmanische Reich, ausgelöscht wird. Warum wurde der Zweite Weltkrieg angezettelt? Damit Israel gegründet wird und die Juden dorthin auswandern können.“

In der Printausgabe vom 20. November 2003 werden CIA und Mossad für die Terroranschläge vom 11. September verantwortlich gemacht:

„Denn ‚Islamistischer Terror‘ ist ein (…) Gemeinschaftsprodukt Amerikas und Israels. […] Jedes Mal wenn man etwas an der Oberfläche der Terroranschläge kratzt, grinst uns die Aufschrift ‚Made in Pentagon‘ oder ‚Made in Mossad‘ an.“

Ferner sei es der heimliche Plan der Juden, die Türken und Kurden zum Christentum [sic] zu bekehren.
In der Printausgabe vom 15. und 16. Dezember 2006 werden Juden bzw. Zionisten beschuldigt, Hitler selbst an die Macht gebracht zu haben – mit dem Ziel, im historischen Palästina den Staat Israel zu gründen.
Einzelne Autoren wenden sich deutlich gegen jeglichen Dialog mit Christen und Juden. Dabei würde nur versucht, Gedanken zu vermitteln, die zum Unglauben führen.